# Xenanthura conchae
Xenanthura conchae là một loài chân đều trong họ Hyssuridae. Loài này được Müller miêu tả khoa học năm 1990.